# Двофакторна теорія емоції
Теорія Шехтера-Зінгера, або двофакторна теорія емоції, стверджує, що емоція спричинена двома факторами: фізіологічним збудженням та когнітивним ярликом.
Теорію висунули дослідник Стенлі Шехтер та його учень Джером Зінгер. За цією теорією, коли людина відчуває емоцію, відбувається фізіологічне збудження і людина у безпосередньому оточенні шукає емоційних підказок, щоб дати визначення (позначити ярликом) таке збудження. Відповідно деколи це може вести до хибної інтерпретації емоцій на основі фізіологічного стану тіла — коли мозок не знає, чому відчуває якусь емоцію, він покладається на зовнішню стимуляцію для пошуку підказок, як цю емоцію позначити.

## Емпіричні докази
Стенлі Шехтер та Джером Зінгер 1962 року провели дослідження, що вивчало, як люди використовують підказки оточення для пояснення фізіологічних змін. Їхні гіпотези були:
- якщо людина відчуває стан збудження, для якого у них не має безпосереднього пояснення, вона позначить цей стан та опише свої відчуття у термінах когніцій, доступних їм на той час;
- якщо людина відчуває стан збудження, для якого у них є безпосереднє пояснення (тобто ‘я так почуваюсь, оскільки я тільки що отримав укол адреналіну’), вона наврядчи позначить свої відчуття у термінах інших когніцій, доступних їм на той час;
- якщо людина поставлена в ситуацію, в якій в минулому вона відчула б якусь емоцію, вона відреагує емоційно чи відчує емоцію лише у тому випадку, якщо перебуватиме у стані фізіологічного збудження.

Учасникам експерименту сказали, що їм вколють новий препарат «Супроксін» для тестування їхнього зору, але насправді їм кололи або адреналін (який викликає посилене дихання, ріст артеріального тиску та серцебиття) або плацебо. Учасників довільно розподіляли по чотирьох умовах: поінформовані про адреналін, непоінформовані про адреналін, хибно поінформовані про адреналін та контрольна група. Поінформовані про адреналін групі казали, що вони можуть відчути побічні ефекти, включно з тремтінням рук, серцебиттям та почервонінням обличчя. Очікувалося, що група використає підказки для пояснення їх фізіологічної зміни. У групі непоінформованих, експериментатори не пояснили учасникам, які симптоми вони можуть відчути. Очікувалося, що група використає підказки для пояснення їх фізіологічної зміни. Хибно поінформованій групі сказали, що вони можуть відчути, що їх ноги німіють, свербіння частин їх тіла і невеликий головний біль. Очікувалося, що група використає підказки для пояснення їх фізіологічної зміни. Контрольна група складалася з тих, кому вкололи плацебо і їх не повідомили про очікування якихось симптомів. Після уколу з учасниками експерименту спілкувалася «підсадна качка», яка поводила себе ейфорійно або сердито. Експериментатори спостерігали через одностороннє дзеркало та оцінювали стан кожного учасника за шкалою з трьох категорій. Після завершення активної стадії експерименту учасникам вимірювали рівень серцебиття та просили заповнити опитувальники.
Дослідники з'ясували, що вплив «підсадної качки» на учасників був різний для різних груп. Від вищого до нижчого рівня ейфорії групи розташувалися так: хибно поінформовані, з адреналіном; непоінформовані, з адреналіном; плацебо; поінформовані, з адреналіном. У випадку з гнівом розташування було таким: непоінформовані, з адреналіном; плацебо; поінформовані, з адреналіном. Обидва результати показали, що учасники експерименту, які не мали пояснень для того, що відчували, більше зазнавали впливу «підсадної качки». Вважається, що результати цього дослідження підтримали гіпотезу дослідників.

### Помилка атрибуції збудження
Дослідження помилки атрибуції збудження надало підтримку двофакторній теорії емоції. Психологи Дональд Гаттон та Артур Арон хотіли використати природні умови, які сприяли б появі фізіологічного збудження. У своєму експерименті, вони запропонували чоловікам пройтися по двох дуже різних мостах. Один з них був буде страшний (тобто збуджуючий) підвісний міст, — дуже вузький та підвішений над глибоким каньйоном. Другий міст був значно безпечніший та стабільний.
Наприкінці кожного моста учасників (чоловіків) зустрічала приваблива жінка-експериментатор. Вона просила учасників заповнити опитувальник та давала телефон, по якому пропонувала дзвонити, якщо виникнуть запитання. Метою дослідження було з'ясувати, яка з груп з більшою ймовірністю зателефонує експериментатору-жінці. Результати показали, що частіше жінці телефонували ті, хто пройшов по страшному мосту, та запрошували її на побачення. Найімовірніше вони відчували збудження при прогулянці страшним мостом і потім помилково його відносили на жінку, яка здавалася їм більш привабливою. Коли їх питали, чому вони їй зателефонували, вони всі мали причину — сподобалось лице, тіло, очі, але ніхто не відніс свої відчуття до жінки до того, що вони відчули збудження (у формі страху) при прогулянці мостом.

### Дослідження Шехтера та Вілера
У дослідженні Шехтера та Вілера 1962 року учасникам експерименту кололи або адреналін (збудник), або хлорпромазин (заспокійливе), або плацебо, але вони не знали, що саме. Після уколу, учасники передивлялися короткий комедійний фільм, під час перегляду якого за ними спостерігали на гумористичну реакцію. Після перегляду їх просили оцінити, наскільки фільм був веселий і чи він їм сподобався. Результати показали, що найбільшу гумористичну реакцію показали учасники, яким вкололи адреналін. В учасників з плацебо реакція була менше, але значно вища, ніж у тих, хто отримав заспокійливе.

## Критика
Критика теорії походить з намагань відтворити дослідження Шехтера та Зінгера 1962 року. Дослідження Маршала 1976 року та Маршала та Цімбардо 1979 року намагались відтворити ейфорійну умову дослідження Шехтера та Зінгера. Як в і оригінальному дослідженні, учасниками кололи адреналін або плацебо, але той, хто колов, казав їм, що вони відчуватимуть симптоми не-збудження. Після цього учасників поміщали в одну з чотирьох умов: учасники з адреналіном спілкуватися з нейтральною «підсадною качкою», учасники з плацебо, яким сказали, що вони відчуватимуть симптоми збудження, та дві умови, в яких доза адреналіну була не фіксованою, а враховувала вагу тіла, де вони спілкувалися з ейфорійною або з нейтральною «підсадною качкою». Результати показали, що ейфорійна «підсадна качка» мала мало впливу на піддослідних, і що вона не викликала більше ейфорії, ніж нейтральна. Дослідники дійшли висновку, що учасники, яким вкололи адреналін, не піддавалися легше емоційним маніпуляціям, ніж не збуджені учасники з плацебо.
Маслах 1979 року розробив дослідження з намаганням відтворити та розширити дослідження Шетхета та Зінгера. Як джерело збудження експериментатори використовували не укол адреналіну, і гіпнотичні підказки. Учасників або гіпнозувати, або використовували як контрольну групу (так само як учасників з плацебо у дослідженні Шехтера та Зінгера). Під гіпнозом учасників програмували відчувати збудження, коли вони бачать підказку, та що вони не пам'ятатимуть причини збудження. Після того, як вони виходили з гіпнозу, «підсадна качка» починала себе поводити ейфорійно чи агресивно. Пізніше учасників піддавали дії ще двох ейфорійних «підсадних качок». Одна з них була, щоб учасники знаходились у присутності джерела збудження, а інша казала учасникам, що їм слід очікувати інших симптомів збудження.
За результатами особистих звітів учасників та спостереження, незрозуміле збудження викликає негативні стани та учасники все одно демонстрували сердиті емоції, попри наявність ейфорійної «підсадної качки». Маслах дійшов висновку, що коли збудженню не достатньо пояснення, воно призведе до негативних емоцій, які спровокують гнів або страх. Однак Маслах вказав на обмеження, що можливо особисті звіти учасників повідомляли про більше негативних емоцій, оскільки у мові існує більше термінів для негативних, а не позитивних емоцій.
Двофакторну теорію емоції піддають критиці також з теоретичних засад. Одним з прикладів такої критики є зауваження, що теорія Шехтера-Зінгера переважно фокусується на автономній нервовій системі та не дає жодних пояснень емоційних процесів центральної нервової системи, крім зазначення ролі когнітивних факторів. Це зауваження важливе з урахуванням суттєвих доказів, що окремі мозкові центри відіграють важливу роль у зменшенні емоційних досвідів (напр., страх та мигдалеподібне тіло).

## Зауваження
1. 1 2 3  Schachter, S.; Singer, J. (1962). Cognitive, Social, and Physiological Determinants of Emotional State (PDF). Psychological Review. 69: 379—399. doi:10.1037/h0046234. Архів оригіналу (PDF) за 22 грудня 2018. Процитовано 19 жовтня 2015.
2. ↑  Pruett, Chris (February 2011). Pressed By The Dark. Game Developer. 18.2: 33. Процитовано 7 листопада 2013.
3. ↑  Dutton, D. G. and Aron, A. P. Some evidence for heightened sexual attraction under conditions of high anxiety. Journal of Personality and Social Psychology", 30, 510–517.
4. ↑  Schachter, S. and Wheeler, L. (1962). Epinephrine, chlorpromazine, and amusement. Journal of Abnormal and Social Psychology, 65, 121–128
5. ↑  Marshall, G. D.; Zimbardo, P.G. (1979). Affective consequences of inadequately explained physiological arousal. Journal of Personality and Social Psychology. 37: 970—988. doi:10.1037/0022-3514.37.6.970.
6. ↑  Cotton, J. L. (1981). A review of research on Schachter's theory of emotion and the misattribution of Arousal. European Journal of Social Psychology. 11: 365—397. doi:10.1002/ejsp.2420110403.
7. ↑  Izard, C. E. The face of emotion. New York: Appleton-Century-Crofts, 1971.
8. ↑  LeDoux, J. E. (1995). Emotion: Clues From the Brain. Annual Review of Psychology. 46: 209—235. doi:10.1146/annurev.psych.46.1.209. PMID 7872730.

## Посиланні
- Презентація в Powerpoint про експеримент Шехтера і Зінгера (англ.)
- Презентація в Powerpoint про експеримент Даттона і Арона (англ.)